# Альденский замок

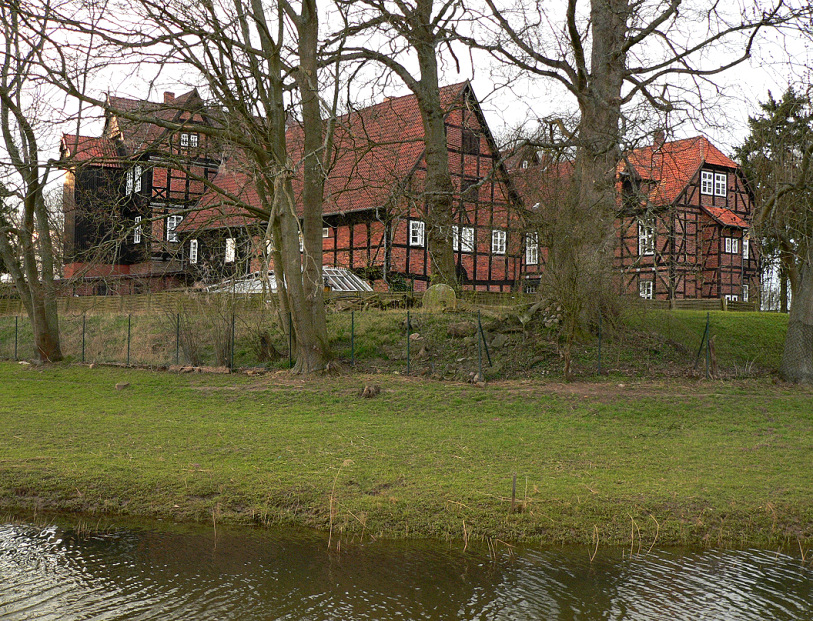
Альденский замок

А́льденский замок (нем. Schloss Ahlden) — исторический замок в городе Альдене в Нижней Саксонии. Альденский замок построен на реке Аллер в 1549 году и первоначально был окружён рвом с водой и валом. Представляет собой трёхэтажное фахверковое строение в три флигеля.
Альденский замок получил известность в XVII веке, став местом ссылки принцессы Софии Доротеи Брауншвейг-Люнебургской, неверной супруги будущего короля Великобритании Георга I. Принцесса София Доротея проживала в северном крыле замка в течение 32 лет с 1694 года, отбывая пожизненную ссылку после оглашения обвинительного приговора суда и по желанию её супруга. Супруг выплачивал Софии Доротее ежегодное содержание. Круглосуточную охрану замка вела команда в 40 человек. Общение опальной принцессы и её корреспонденция с внешним миром подвергались строжайшему контролю. Мать Софии Доротеи имела право посещать её в замке без ограничений. Двор принцессы составляли две придворные дамы, несколько камеристок и обслуживающий персонал. Ограниченность принцессы в передвижении привела в конечном счёте к проблемам со здоровьем. Альденский замок упоминается в произведениях Теодора Фонтане и Арно Шмидта, посвящённых судьбе принцессы Софии Доротеи.
В настоящее время Альденский замок находится в частной собственности и используется для проведения аукционов по продаже объектов искусства.